# Trient
Trient es una comuna suiza del cantón del Valais, situada en el distrito de Martigny. Limita al noreste y este con la comuna de Martigny-Combe, al sureste con Orsières, al sur con Chamonix-Mont-Blanc (FR-74), al oeste con Vallorcine (FR-74), y al noroeste con Finhaut y Salvan.
La Cabaña del Trient es punto de partida de una de las etapas de la Haute Route.